# Дьяконов, Сергей Германович
Серге́й Ге́рманович Дья́конов (род. 18 июля 1937, Казань, СССР) — советский и российский учёный, доктор технических наук, профессор. Ректор Казанского государственного технологического университета (1988—2007). Академик Академии наук Республики Татарстан (с 1991 года). Заслуженный деятель науки и техники Татарской АССР и РСФСР.

## Биография
Родился 18 июля 1937 года в Казани. Отец — Герман Константинович Дьяконов — доктор технических наук, профессор. Основатель кафедры «Теоретические основы теплотехники» Казанского химико-технологического института им. А. М. Бутлерова. Мать — Нина Александровна, урождённая Крылова — доктор ветеринарных наук, профессор. Заслуженный деятель науки ТАССР.
В 1965 году поступил в Казанский химико-технологический институт им. С. М. Кирова (КХТИ), который окончил в июне 1960 года. В 1960 год поступил в аспирантуру института. В 1963—1975 года — ассистент, доцент, профессор кафедры теплотехники КХТИ. В 1964 году защитил диссертацию на соискание учёной степени кандидата технических наук ("Некоторые закономерности турбулентных потоков с поперечным сдвигом"), а в 1970 году защитил диссертацию на соискание учёной степени доктора технических наук ("Самодиффузия в газах и жидкостях и ее связь с переносом импульса и энергии").
В 1975 году назначен заведующим кафедрой физики, в 1979 году — проректором по научной работе, а в 1983 году — заведующим кафедрой процессов и аппаратов химической технологии КХТИ. В 1988 году избран ректором Казанского химико-технологического института. С 1991 года является академиком Академии наук Республики Татарстан. В 1996 году стал членом президиума Государственного Совета Республики Татарстан, затем советником Президента Республики Татарстан по науке и высшему образованию. В 2007 году после избрания Германа Дьяконова ректором вуза, стал советником ректората.
9 октября 2017 года учёный совет Казанского национального исследовательского технологического университета присвоил Сергею Дьяконову звание заслуженного профессора университета.

## Научная деятельность
В сферу научных интересов Сергея Дьяконова входит проведение исследований, моделирование и оптимизация задач химической технологии на основе сопряженного физического и математического моделирования аппаратов химической технологии; теоретические основы равновесия и кинетики в химически реагирующих многокомпонентных рабочих средах процессов химической технологии. Он внёс существенный вклад в развитие теории процессов и аппаратов химической технологии. В теории проектирования промышленных аппаратов разделения веществ разработал новую методологию предпроектной разработки, замыкаемой системой автоматизированного проектирования и обеспечивающей отработку оптимальных вариантов конструкций аппаратов.

## Книги и публикации
Сергей Дьяконов является автором более 250 научных трудов, в том числе 5 монографий.

### Монографии
- Подготовка инженера в реально-виртуальной среде опережающего обучения / Дьяконов Г. С., Жураковский В. М., Иванов В. Г., Кондратьев В. В., Кузнецов А. М., Нуриев Н. К. // Монография / Казань, 2009.
- Теоретические основы проектирования промышленных аппаратов химической технологии на базе сопряженного физического и математического моделирования / Дьяконов С. Г., Елизаров В. В., Елизаров В. И. // Гос. образовательное учреждение высш. проф. образования «Казанский гос. технологический ун-т». Казань, 2009.
- Тепломассообменные процессы и аппараты химической технологии / межвуз. темат. сб. науч. тр. / Федер. агентство по образованию, Гос. образоват. учреждение высш. проф. образования «Каз. гос. технол. ун-т»; [редкол.: С. Г. Дьяконов (отв. ред.) и др.]. Казань, 2005.
- Теоретические основы и моделирование процессов разделения веществ / Дьяконов С. Г., Елизаров В. И., Лаптев А. Г. // Казань, 1993.

### Статьи
- Сопряженное физическое и математическое моделирование промышленных аппаратов / Дьяконов С. Г., Елизаров В. И., Кафаров В. В. // Доклады Академии наук СССР. — 1985. — Т. 282. № 5. — С. 1195.
- Определение эффективности контактных устройств на основе гидродинамической аналогии / Дьяконов С. Г., Елизаров В. В., Елизаров Д. В., Мерзляков С. А. // Вестник Казанского технологического университета. — 2009. — № 3. — С. 57.
- Аналитическое уравнение состояния для углеводородов / Казанцев С. А., Клинов А. В., Дьяконов Г. С., Дьяконов С. Г. // Вестник Казанского технологического университета. — 2010. — № 1. — С. 17-21.

## Награды и звания
- Премия Президента Российской Федерации в области образования (2000)[5]
- Нагрудный знак «Почётный работник высшего профессионального образования России»
- Заслуженный деятель науки и техники ТАССР
- Заслуженный деятель науки и техники РСФСР
- Медаль «За доблестный труд» (2007)

### Семья
Жена — Дьяконова Роза Рауфовна — кандидат технических наук.
Их сын — Дьяконов Герман Сергеевич — доктор химических наук, профессор. Ректор Казанского национального исследовательского технологического университета (2007—2017). Член-корреспондент Академии наук Республики Татарстан